# 알렉스 메니시스
알렉스 메니시스(Alex Meneses, 1965년 2월 12일 ~ )는 미국의 텔레비전 배우, 영화배우이다.
시카고에서 태어났다.

## 방송
- 텔레노벨라
- 내 사랑 레이몬드 시즌6
- 내 사랑 레이몬드 시즌5
- 닥터 퀸

## 영화
- 립트 (2017년)
- 텔레노벨라 (2015년)
- 지옥의 불 (2009년)
- 롱 턴 앳 타호 (2009년) - 마리사 역
- 44분 - 헐리우드 북쪽 (2003년)
- 오토 포커스 (2002년)
- 고인돌 가족 2 (2000년)
- 페릴 (1997년)
- 셀레나 (1997년)
- 내 사랑 레이몬드 (1996년)
- 불사조 (1995년)
- 스틱파이터 (1994년)
- 프렌즈 (1994년)
- 닥터 퀸 (1993년)
- 스페셜 체이서 (1988년)